# Renault Kardian
El Renault Kardian es un vehículo deportivo utilitario del segmento B producido por el fabricante francés Renault desde 2023. El vehículo está basado en el Renault/Dacia Sandero de tercera generación, y se vende principalmente en Latinoamérica, Sudáfrica y Ucrania (Europa del Este).

## Descripción general

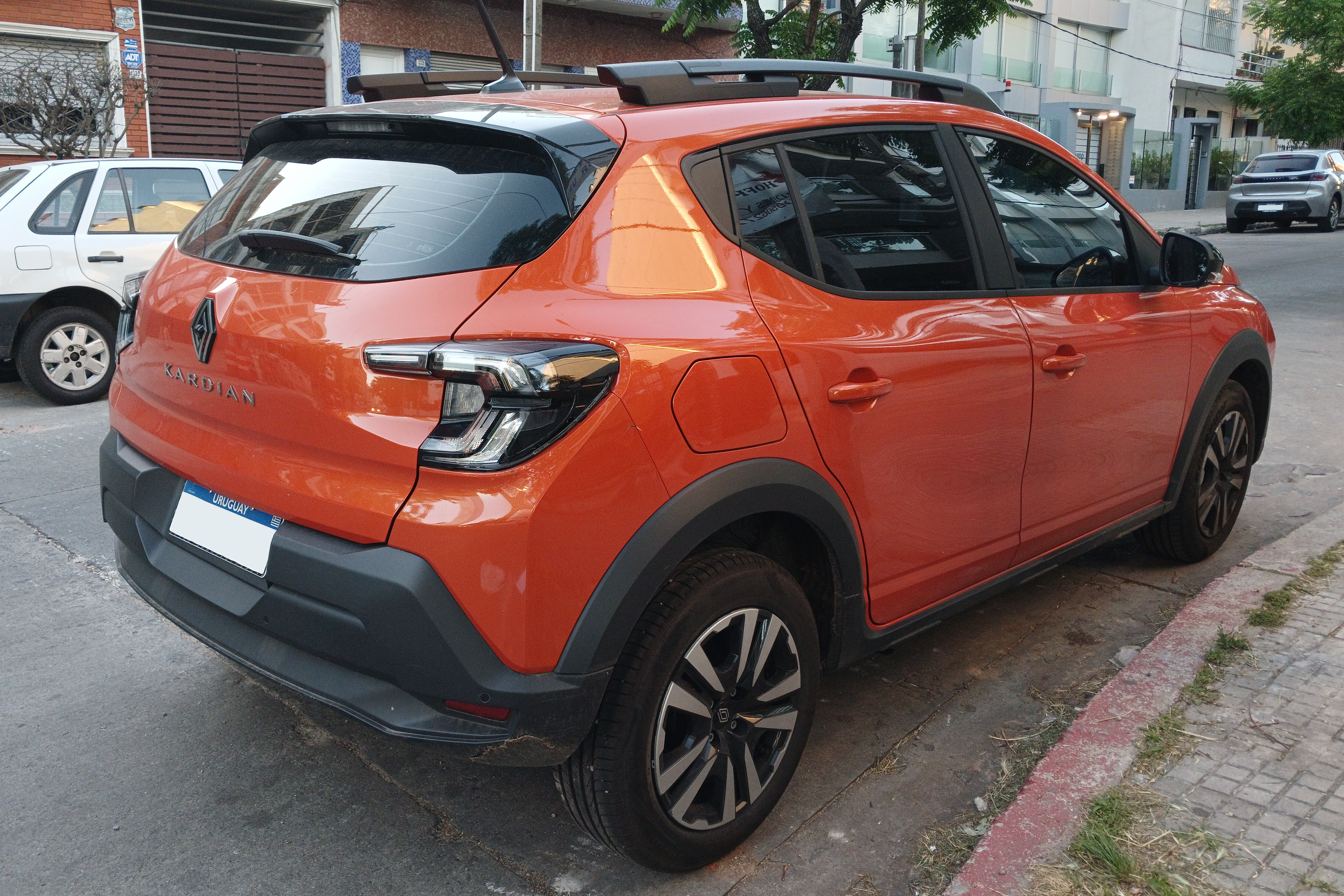
Vista trasera

El Renault Kardian está construido sobre una nueva iteración del diseño modular, denominada RMP ("Plataforma Modular de Renault") (En inglés: Renault Modular Platform).    Comparte algunas piezas con el Renault/Dacia Sandero de tercera generación, y el salpicadero con el Renault Taliant.  Se fabrica en Curitiba, Brasil para el mercado sudamericano, y en Casablanca, Marruecos para los mercados del Norte de África, Medio Oriente y Ucrania.  
Un nuevo auto de 125 caballos (93,2 kW)de fuerza, estrena el motor flexfuel de 1.0 y una evolución del 1.0 TCe que se encuentra en el Sandero.  Por primera vez, este motor puede equiparse con una transmisión automática de doble embrague completamente nueva (nombre en código DW23), que estará disponible en Europa con el lanzamiento del Renault/Dacia Duster de tercera generación, previsto para la primavera de 2024. 
En algunos países como México, el Renault Kardian está equipado con un motor de 1.6 litros que produce 114 CV (112,4 HP; 83,8 kW) . 

### Diseño
Durante la presentación del modelo, Gilles Vidal, director de diseño, destacó que el Renault Kardian es el resultado del trabajo conjunto entre los equipos de diseño de Groupe Renault y Renault do Brasil. 

## Ventas
| Аñо  | Brаsil |
| ---- | ------ |
| 2024 | 24.402 |